# Vikas Swarup

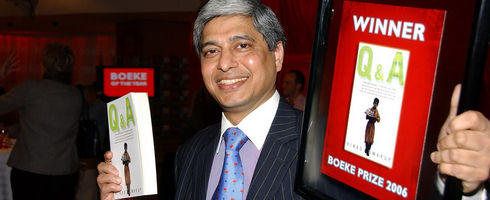
Vikas Swarup (2007)

Vikas Swarup (* 1963 in Allahabad) ist ein indischer Diplomat und Schriftsteller.
Er schrieb den Bestseller Q and A, was für englisch questions and answers („Fragen und Antworten“) steht und den deutschen Titel Rupien! Rupien! trägt. Hierbei handelt es sich um einen Roman über einen armen indischen Kellner, der in einer Quizshow eine Milliarde Rupien gewinnt und dann auf Grund des Verdachts auf Betrug im Gefängnis landet. Zu seinem Buch wurde Swarup nach eigener Aussage durch einen Besuch einer der Lernstationen des Bildungsprojektes Hole in the Wall inspiriert. Das Buch wurde 2005 veröffentlicht, ist inzwischen in fast 30 Sprachen übersetzt und wurde unter dem Titel Slumdog Millionär (2008) verfilmt. Der Film wurde mit insgesamt acht Oscars ausgezeichnet.

## Leben
Vikas Swarup wurde 1963 in Allahabad in eine Familie von Rechtsanwälten geboren. Vikas Swarup studierte Moderne Geschichte, Psychologie und Philosophie an der Allahabad University. Nach seinem Universitätsabschluss begann er, 1986 am indischen Außenministerium zu arbeiten. Der indische Diplomat hat im Dienst für das indische Außenministerium bereits in verschiedenen Ländern gearbeitet: Türkei (1987–1990), Vereinigte Staaten von Amerika (1993–1997), Äthiopien (1997–2000), Großbritannien (2000–2003) und Südafrika (2006–2009). 2009–2013 war er Generalkonsul in Osaka-Kōbe in Japan. Von 2015 bis 2017 war Vikas Swarup offizieller Sprecher des indischen Außenministerium in New Delhi. Seit 2017 arbeitet er als Indiens Hochkommissar in Kanada.
Sein erster Roman, Q & A (dt. Rupien! Rupien!) entstand innerhalb von zwei Monaten, während Vikas Swarup in London lebte. Seit dem literarischen Erfolg seines ersten Romans sind weitere Romane entstanden. Außerdem hat Vikas Swarup an verschiedenen Literaturfestivals teilgenommen, darunter das Kitab Festival in New Delhi, das St. Malo International Book & Film Festival Frankreich, das Jaipur Literature Festival, das Manila International Literary Festival und das Reykjavik International Literary Festival. Vikas Swarup nahm als Jurymitglied auch am 33. Cairo International Film Festival für die Kategorie Feature Digital Films teil. Er war außerdem ein Preisrichter beim Man Asian Literary prize 2011.
Vikas Swarups Ehefrau Aparna ist eine Künstlerin mit internationalen Ausstellungen. Vikas Swarup und seine Frau haben zwei Söhne, Aditya and Varun.

## Ehrungen
Für seine Verdienste hat Vikas Swarup folgende Ehrungen erhalten:
- US-India Business Council’s Lifetime Achievement Award
- Ehrendoktortitel in Literatur und Philosophie von der University of South Africa (UNISA)[2]

## Werke
- 2005: Q & A. Doubleday/Random House, London. - dt. Rupien! Rupien!. Übers. Bernhard Robben. Kiepenheuer & Witsch, Köln 2005, ISBN 978-3-462-03603-9.
- 2008: Six Suspects. Doubleday (Random House), London. - dt. Immer wieder Gandhi, Übers. Bernhard Robben. Kiepenheuer & Witsch, Köln 2009, ISBN 978-3-462-04165-1.
- 2009: A Great Event. In: Rasa Sekulovic, Richard Zimler (Hrsg.): The Children’s Hours. Arcadia Books, ISBN 978-1905147809.
- 2014: The Accidental Apprentice. Simon & Schuster, London. - dt. Die wundersame Beförderung, Übers. Bernhard Robben. Kiepenheuer & Witsch, Köln 2014, ISBN 978-3-462-04415-7.

## Sekundärliteratur
- Marie-Christin Starck: Vom Waisenjungen zum Milliardär. Eine außergewöhnliche Geschichte. Marie-Christin Starck über Rupien! Rupien!. In: ReLÜ, Rezensionszeitschrift zur Literaturübersetzung, 2, 2005.

## Verfilmungen
Slumdog Millionaire (dt. Slumdog Millionär) ist ein Film von Danny Boyle, der auf dem Roman Q & A basiert. Im Jahre 2009 wurde der Film mit insgesamt acht Oscars ausgezeichnet. Aufgrund des Filmerfolgs haben inzwischen einige Verlage die Romanvorlage unter dem Titel Slumdog Millionaire statt unter dem Originaltitel Q & A veröffentlicht.